# Shoot-’Em-Up Construction Kit

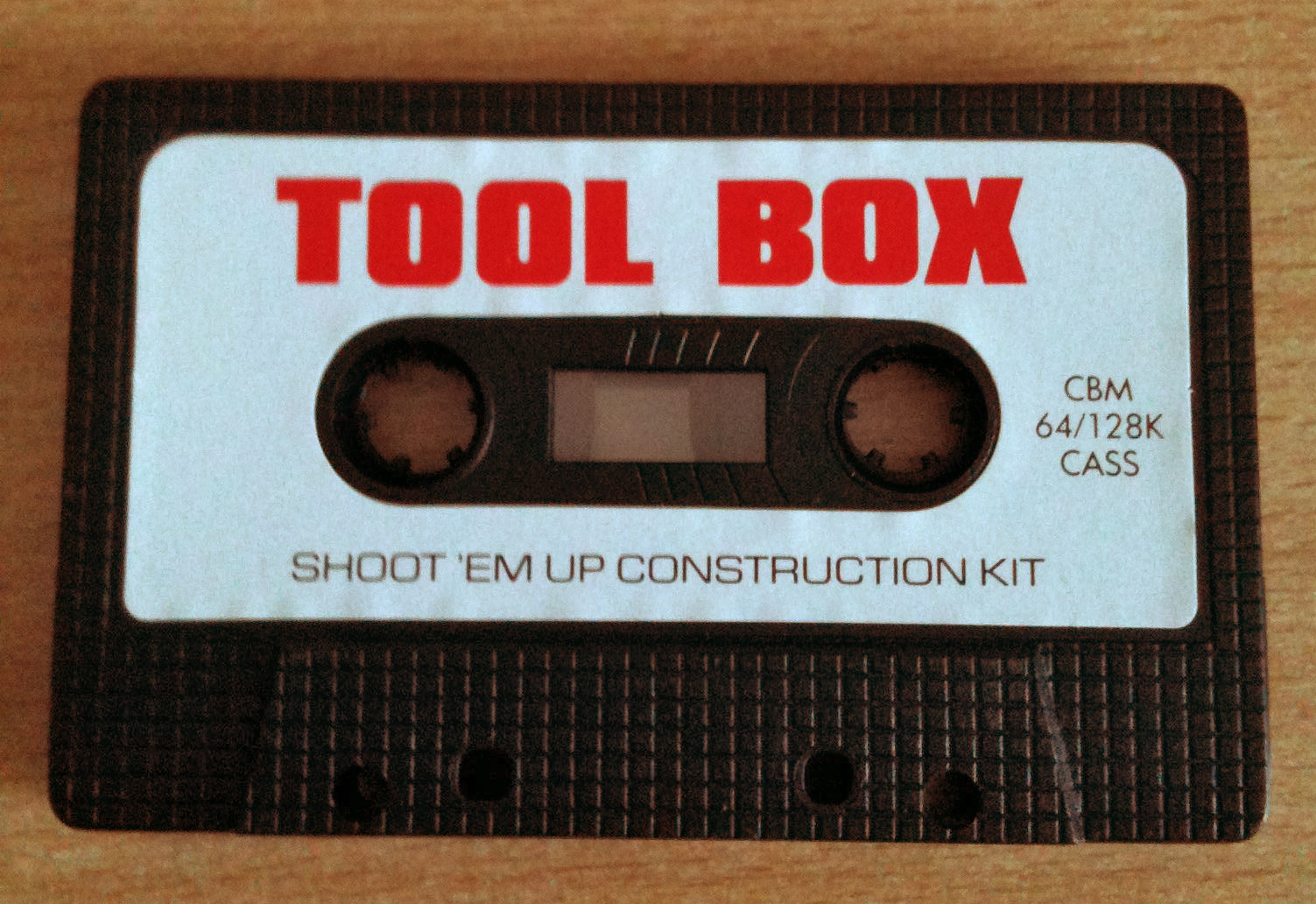
Kassetten-Version des S.E.U.C.K. für den Commodore C64/128

Das Shoot ’Em Up Construction Kit (S.E.U.C.K.) ist ein Entwicklungssystem für Computerspiele, mit dem man vertikal scrollende Shoot ’em ups erstellen kann. Das Programm wurde 1987 von Sensible Software entwickelt und war für den Commodore 64, Commodore Amiga und Atari ST erhältlich. Von anderen Anbietern wurde es für über 600 veröffentlichte Spiele eingesetzt, zudem kann man selbst Spiele erstellen. Damit ist dies wohl der bekannteste Editor dieser Art, insbesondere für den Commodore 64.
Als Spiele wurden hauptsächlich Weltraum-Shooter programmiert, aber auch sogenannte Shoot ’n’ Run ähnlich Commando, bei denen die Spielfigur nach oben laufen und dabei schießen muss.
Die Amiga-Version bietet wie die C64-Version lediglich 16 Farben. Ein Nachfolger, S.E.U.C.K. 2, war für 1988 geplant, wurde aber nie umgesetzt.

## Funktionsweise
Im fertigen Spiel bewegt der Spieler seine Spielfigur über eine Hintergrundlanschaft, die von oben nach unten über den Bildschirm scrollt. Gegner erscheinen am oberen Bildschirmrand und bewegen sich nach unten, wobei sie gegebenenfalls den Spieler angreifen. Dieser muss Gegnern ausweichen oder sie durch Schüsse eliminieren.
Die im S.E.U.C.K. enthaltenen Editoren ermöglichen die individuelle Gestaltung der Sprites, die Spielfiguren und Gegner bilden, der Hintergrundlandschaften, der Bewegungs- und Verhaltensmuster der Gegner, der Soundeffekte sowie diverser Spieleinstellungen.

## Rezeption
Das deutsche Printmagazin Power Play lobte die Vielseitigkeit und Benutzerfreundlichkeit des Programms. An negativen Aspekten erwähnte Redakteur Anatol Locker, dass der Commodore 64 bei der Maximalanzahl von 36 feindlichen Objekten auf dem Bildschirm an seine Grenzen stoße, was sich durch einen flackernden Bildschirm und ruckeliges Scrolling bemerkbar mache. Redakteur Heinrich Lenhardt merkte an, dass dem Programm eine Extrawaffen-Funktion und eine Highscore-Tabelle gutgetan hätten. In Summe lobte er aber, „ein derart leistungsfähiger Spiele-Generator (laufe) einem nicht alle Tage über den Weg“.

## Spiele (Auswahl)

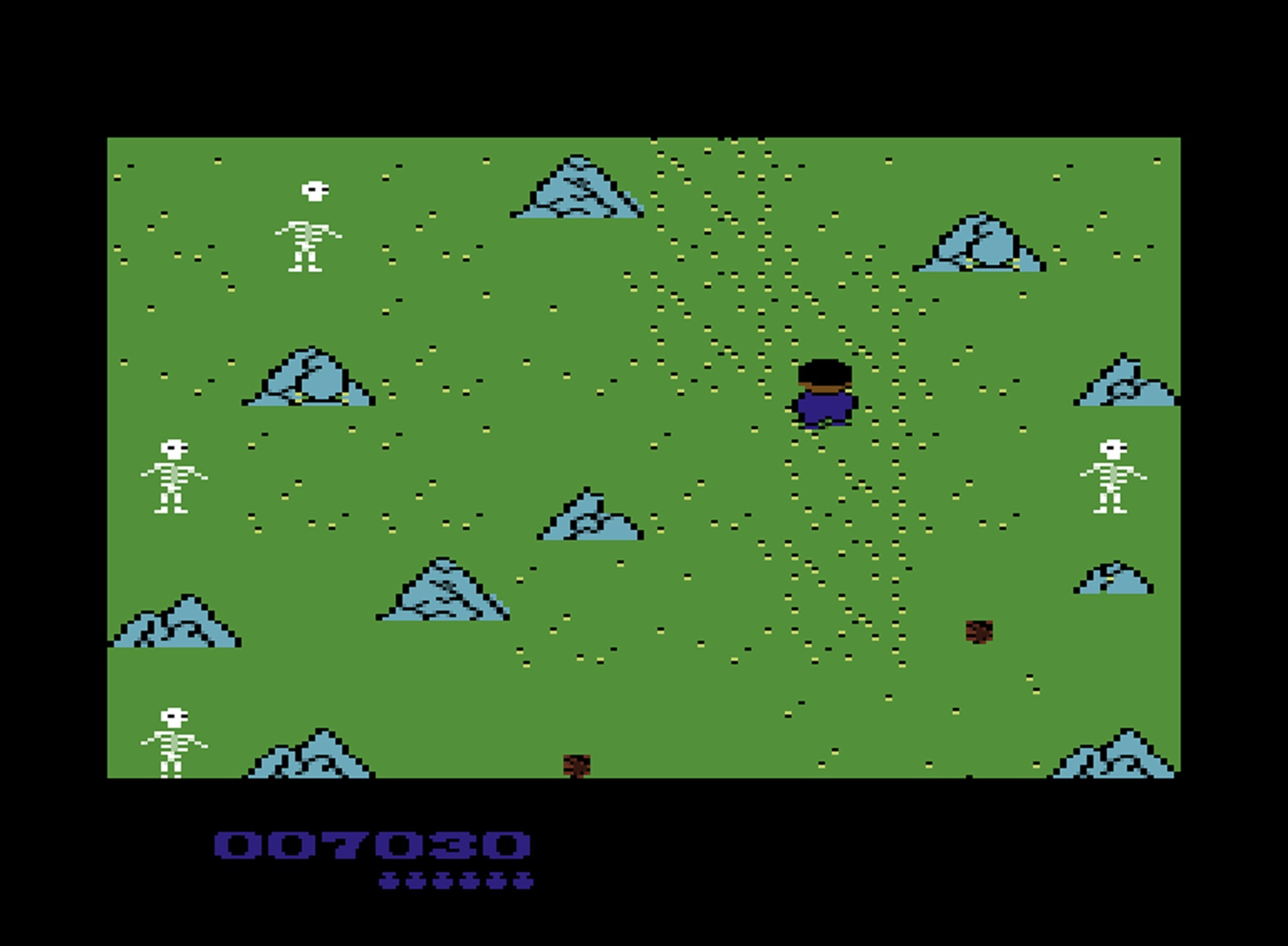
Beispielgrafik eines S.E.U.C.K.-Spiels

Kommerziell vertriebene Spiele, die mit dem S.E.U.C.K. erstellt wurden, waren unter anderem:
- 1988: Amadeus Revenge (System Editoriale)
- 1988: Base 3 (Pirate Software)
- 1988: Nova Force (High Tech Software)
- 1988: Road Duels: The Corvette (Entertainment & Computer Products)
- 1989: Duel Attack (Pirate Software)
- 1989: Tottem (Entertainment & Computer Products)
- 1989: Zelta Pass (Entertainment & Computer Products)
- 1989: Zygon Warrior (Entertainment & Computer Products)